# Liparis aptenodytes
Liparis aptenodytes är en orkidéart som beskrevs av Johannes Jacobus Smith. Liparis aptenodytes ingår i släktet gulyxnen, och familjen orkidéer. Inga underarter finns listade i Catalogue of Life.